# Liliana Neto
Liliana Neto (sinh ngày 29 tháng 1 năm 1997) là một vận động viên chạy nước rút người Angola. Cô đã tham gia nội dung 100 mét nữ tại Thế vận hội Mùa hè 2016.